# Lepidochrysops quickelbergei
Lepidochrysops quickelbergei är en fjärilsart som beskrevs av Swanepoel 1969. Lepidochrysops quickelbergei ingår i släktet Lepidochrysops och familjen juvelvingar. IUCN kategoriserar arten globalt som livskraftig. Inga underarter finns listade i Catalogue of Life.